# آيرينيوز جيلين
آيرينيوز جيلين (بالبولندية: Ireneusz Jeleń)‏ (مواليد 9 أبريل 1981 في سيزين - بولندا) لاعب كرة قدم بولندي يلعب حاليا لصالح نادي الدرجة الأولى ليل الفرنسي منذ 2011 في مركز الجناح الأيمن كما يجيد اللعب في مركز المهاجم .

## روابط خارجية
- آيرينيوز جيلين على موقع الاتحاد الدولي (مؤرشف)  (الإنجليزية)
- آيرينيوز جيلين على موقع رابطة كرة القدم الفرنسية للمحترفين (الإنجليزية)
- آيرينيوز جيلين على موقع قاعدة بيانات كرة القدم.إي يو (الإنجليزية)
- آيرينيوز جيلين على موقع ناشيونال فوتبول تيمز (الإنجليزية)
- آيرينيوز جيلين على موقع عالم كرة القدم.نت (الإنجليزية)